# Совићи (Јабланица)
Совићи су насељено мјесто у Босни и Херцеговини у општини Јабланица које административно припада Федерацији Босне и Херцеговине. Према попису становништва из 1991. у насељу је живјело 659 становника.

## Становништво
| Националност       | 1991.        | 1981.        | 1971.        |
| Муслимани          | 457 (69,34%) | 511 (67,77%) | 522 (63,65%) |
| Хрвати             | 202 (30,65%) | 237 (31,43%) | 296 (36,09%) |
| Срби               | 0            | 0            | 0            |
| Југословени        | 0            | 3 (0,39%)    | 1 (0,12%)    |
| остали и непознато | 0            | 3 (0,39%)    | 1 (0,12%)    |
| Укупно             | 659          | 754          | 820          |